# Kojan
Kojan är en svensk kortfilm från 1993 i regi av Anders Lennberg. I rollerna ses Reine Brynolfsson, Anders Ahlbom och Björn Andrésen.
Filmen producerades av Monique Golda Nerman för Plattform Media och Filmverkstan. Manus skrevs av Lennberg och filmen fotades av Roland Sterner. Musiken komponerades av Thomas Sundström och klippare var Gustaf Söderberg. Filmen premiärvisades den 7 februari 1993 på Göteborgs filmfestival.

## Handling
En man slutar på sitt arbete, skiljer sig och flyttar till skogen. Han övernattar i en koja, som dock redan är upptagen. Det hela utvecklas till en kamp där instinkterna tar över.